# Lluc Mesquida i Rosselló
Lluc Mesquida i Rosselló (Palma, 1695 - 1762) fou un mestre d'obres mallorquí.
Era fill de Lluc Mesquida i Florit i net de Lluc Mesquida i Cabot, continuador d'un llinatge de grans mestres d'obres santamariers. Va intervenir, al costat de son pare, a les obres de l'Església Parroquial de Santa Maria del Camí. Treballà i dirigí les obres de la Parròquia de Sóller acabades el 1746. El mateix 1746 en dissenyà el portal major. També va dissenyar els plànols del campanar (1752).
Se li ha atribuït, sense certesa absoluta, l'obra de l'església i claustre de Sant Antoniet de Ciutat. Fill seu va ser el mestre d'obres Antoni Mesquida i Thomàs.